# 住道矢田
住道矢田（すんじやた）は、大阪府大阪市東住吉区にある町名。現行行政地名は住道矢田一丁目から住道矢田九丁目。

## 地理
東住吉区の南東部に位置し、西に矢田、北西に照ケ丘矢田、北に湯里、東に平野区瓜破西、北東に平野区喜連西と接している。

### 河川
- 大和川

## 歴史

### 沿革
1980年（昭和55年）、大阪市東住吉区矢田富田町・矢田住道町・矢田住道町1 - 8丁目・矢田灰崎町・矢田今池町・矢田笠松町の各一部と矢田東浦町・喜連町・矢田外沼町・矢田脇田町・矢田垣外町・矢田大森町・矢田平松町・矢田河原田町より、住道矢田1 - 9丁目成立。

## 経済

### 産業
店舗・企業
- びっくりドンキー 瓜破店
- ワークマン 東住吉住道矢田店
- ヤマト運輸 東住吉矢田営業所
- 桝井倉庫
- 桝井陸運

## 世帯数と人口
2024年（令和6年）9月30日現在の世帯数と人口は以下の通りである。
| 丁目           | 世帯数    | 人口    |
| -------------- | --------- | ------- |
| 住道矢田一丁目 | 1,379世帯 | 2,270人 |
| 住道矢田二丁目 | 313世帯   | 530人   |
| 住道矢田三丁目 | 428世帯   | 713人   |
| 住道矢田四丁目 | 531世帯   | 919人   |
| 住道矢田五丁目 | 361世帯   | 593人   |
| 住道矢田六丁目 | 476世帯   | 784人   |
| 住道矢田七丁目 | 361世帯   | 574人   |
| 住道矢田八丁目 | 550世帯   | 822人   |
| 住道矢田九丁目 | 419世帯   | 627人   |
| 計             | 4,818世帯 | 7,832人 |

### 人口の変遷
国勢調査による人口の推移。
| 1995年（平成7年）  | 10,114人 | [ 6 ]  |  |
| 2000年（平成12年） | 9,099人  | [ 7 ]  |  |
| 2005年（平成17年） | 8,583人  | [ 8 ]  |  |
| 2010年（平成22年） | 8,005人  | [ 9 ]  |  |
| 2015年（平成27年） | 7,644人  | [ 10 ] |  |
| 2020年（令和2年）  | 7,832人  | [ 11 ] |  |

### 世帯数の変遷
国勢調査による世帯数の推移。
| 1995年（平成7年）  | 3,886世帯 | [ 6 ]  |  |
| 2000年（平成12年） | 3,873世帯 | [ 7 ]  |  |
| 2005年（平成17年） | 3,900世帯 | [ 8 ]  |  |
| 2010年（平成22年） | 3,779世帯 | [ 9 ]  |  |
| 2015年（平成27年） | 3,469世帯 | [ 10 ] |  |
| 2020年（令和2年）  | 3,740世帯 | [ 11 ] |  |

## 学区
市立小・中学校に通う場合、学区は以下の通りとなる。なお、小学校・中学校入学時に学校選択制度を導入しており、通学区域以外に東住吉区の小学校・中学校から選択することも可能。
| 丁目           | 番   | 小学校               | 中学校             |
| -------------- | ---- | -------------------- | ------------------ |
| 住道矢田一丁目 | 全域 | 大阪市立矢田東小学校 | 大阪市立矢田中学校 |
| 住道矢田二丁目 | 全域 | 大阪市立矢田東小学校 | 大阪市立矢田中学校 |
| 住道矢田三丁目 | 全域 | 大阪市立矢田東小学校 | 大阪市立矢田中学校 |
| 住道矢田四丁目 | 全域 | 大阪市立矢田東小学校 | 大阪市立矢田中学校 |
| 住道矢田五丁目 | 全域 | 大阪市立矢田東小学校 | 大阪市立矢田中学校 |
| 住道矢田六丁目 | 全域 | 大阪市立矢田東小学校 | 大阪市立矢田中学校 |
| 住道矢田七丁目 | 全域 | 大阪市立矢田東小学校 | 大阪市立矢田中学校 |
| 住道矢田八丁目 | 全域 | 大阪市立矢田東小学校 | 大阪市立矢田中学校 |
| 住道矢田九丁目 | 全域 | 大阪市立矢田東小学校 | 大阪市立矢田中学校 |

## 事業所
2021年（令和3年）現在の経済センサス調査による事業所数と従業員数は以下の通りである。
| 丁目           | 事業所数  | 従業員数 |
| -------------- | --------- | -------- |
| 住道矢田一丁目 | 66事業所  | 275人    |
| 住道矢田二丁目 | 19事業所  | 166人    |
| 住道矢田三丁目 | 3事業所   | 18人     |
| 住道矢田四丁目 | 34事業所  | 456人    |
| 住道矢田五丁目 | 54事業所  | 775人    |
| 住道矢田六丁目 | 57事業所  | 631人    |
| 住道矢田七丁目 | 30事業所  | 200人    |
| 住道矢田八丁目 | 33事業所  | 259人    |
| 住道矢田九丁目 | 34事業所  | 449人    |
| 計             | 330事業所 | 3,229人  |

## 交通
陸の孤島の状態であるがために、Osaka Metro今里筋線の湯里六丁目までの延伸計画を、同地点よりさらに南となるこの住道矢田地区まで拡大するように、地域の住民が要望してはいるものの、具体化されていない。

### バス
2020年4月現在
- 大阪シティバス[15]
  - 4号系統：喜連西住道矢田
  - 6号系統：住道矢田北口 - 住道矢田
- 北港観光バス[16]
  - 西田辺瓜破西線：住道矢田9丁目 - 住道矢田8丁目 - トミオカ体操スクール前 - 大阪総合保育大学前

### 道路
- 国道479号（長居公園通）

## 施設
- 大阪市立矢田中学校
- 大阪市立矢田東小学校
- 中臣須牟地神社
- 東住吉警察署 住道矢田交番
- 東住吉住道矢田郵便局
- 矢田公園
- 矢田東公園
- 矢田河原田公園
- 住道南公園

## ゆかりのある人物
- 桝井安太郎（矢田村長、矢田村農業会長）

## その他

### 日本郵便
- 〒546-0022[3]（集配局：東住吉郵便局[17]）